# Mesochorus piceanus
Mesochorus piceanus là một loài tò vò trong họ Ichneumonidae.